# 나가누마촌 (도치기현)
나가누마촌(長沼村)은 도치기현 하가군에 속했던 촌이다.

## 지리
현재의 모카시의 남서부, 구 니노미야정의 서부에 해당한다.

## 역사
- 1889년 4월 1일 - 정촌제 시행에 의해 하가군 나가누마촌이 성립하였다.
- 1954년 5월 3일 - 구게타정, 모노베촌과 합병해 니노미야정이 성립하여, 나가누마촌은 소멸하였다.

## 인구
| 1891년 | 3,593 |
| 1920년 | 4,506 |
| 1935년 | 4,780 |
| 1950년 | 5,691 |

## 참고문헌
- 角川日本地名大辞典編纂委員会『가도카와 일본 지명 대사전 9 栃木県』、가도카와 쇼텐、1984年 ISBN 4040010906
- 日本加除出版株式会社編集部『全国市町村名変遷総覧』、日本加除出版、2006年、ISBN 4817813180